# Lirabotys liralis
Lirabotys liralis là một loài bướm đêm trong họ Crambidae.